# Vier Modernisierungen
Die Vier Modernisierungen (chinesisch 四個現代化 / 四个现代化, Pinyin sìge xiàndàihuà) sind ein wirtschaftliches Reformprogramm, das auf den chinesischen Premierminister Zhou Enlai zurückzuführen ist. Auf einer Sitzung in Shanghai im Januar 1963 legte er die Modernisierung der Landwirtschaft, der Industrie, der Verteidigung sowie der „Wissenschaft und Technik“ als Ziele der Volksrepublik China fest.
Die Umsetzung der „Vier Modernisierungen“ begann 1978, zwei Jahre nach Mao Zedongs Tod, unter Deng Xiaoping als Leiter der Kommunistischen Partei Chinas.

## Anfänge der Reformpolitik
Die Reform- und Öffnungspolitik Chinas begann im Dezember 1978, beim 3. Plenum des 11. Zentralkomitees, als Deng Xiaoping sich als künftiger „Überragender Führer“ Chinas durchsetzte. Zu dieser Zeit war Hua Guofeng der Nachfolger von Mao Zedong und Vorsitzender der Kommunistischen Partei Chinas. Dengs Ziel war es, den Nachfolger von Mao Zedong von der Staatsmacht zu verdrängen und seine Vorstellungen von Wirtschaft und Politik durchzusetzen. Beim 3. Plenum des 11. Zentralkomitees hielt Deng eine Rede, die einen Bruch mit der maoistischen Führungskultur darstellte. In dieser Rede verurteilte er die Kulturrevolution und setzte den Fokus Chinas auf die ökonomische Entwicklung. Dengs gesellschaftliches Ziel einer starken Wirtschaft mit einer effizienten Verwaltung bei großer Skepsis gegenüber demokratischen Experimenten stellte er in einer späteren Rede folgendermaßen dar:

„Die gesellschaftliche Ordnung Singapurs kann man getrost als hervorragend bezeichnen. Dort existiert ein strenges System der Verwaltung und Kontrolle. Das sind Erfahrungen, die wir übernehmen und verbessern sollten. Historische Erfahrungen haben gezeigt, dass unsere politische Macht nur mit Diktatur zu konsolidieren ist. Eigentlich sollten wir unser Volk Demokratie genießen lassen. Um aber unseren Feinden überlegen zu sein, müssen wir Diktatur praktizieren – die demokratische Diktatur des Volkes.“

Die Nichtberücksichtigung der Demokratie hatte eine demokratische Bewegung zur Folge, welche durch Plakate Pekinger Bürger an der Chang’an-Straße gefördert wurde und Mao verurteilte. Deng unterstützte die Demokratiemauer zunächst, denn ihr Hauptdruck richtete sich gegen Hua Guofeng und die konservativen Kräfte der Regierung.
Im Jahre 1979 wurden unter Dengs Federführung reihenweise Ereignisse wie die Tian’anmen-Proteste am 5. April 1976, die Kulturrevolution oder die Kampagne gegen die Rechten verurteilt und deren Opfer rehabilitiert; ausgespart blieben lediglich jene Ereignisse, an denen Deng direkt beteiligt war. Durch die Rehabilitierung der Opfer gelang es Deng, mehr Unterstützer der eigenen Linie in hohe Partei- und Regierungspositionen zu bringen, wodurch zahlreiche Mitglieder des Hua-Lagers aus ihren Posten verdrängt wurden.
Letztendlich wurde ein Bericht über die Wirtschaftsplanung von Hua Guofeng zum Vorwand genommen, um seine Unfähigkeit der Machtführung aufzuzeigen. Im August 1980 musste er sein Amt als Premierminister an Zhao Ziyang, einen von Dengs potenziellen Nachfolgern, abgeben. Nach und nach wurden ihm auch alle anderen Funktionen abgenommen, und er wurde in den Ruhestand geschickt. Somit war der Weg für Dengs Öffnung Chinas und die Reformpolitik frei.

## Vier Modernisierungen

### Landwirtschaft, Industrie
Der wirtschaftliche Aufschwung begann mit dem Umbau der Landwirtschaft. Im System der Volkskommunen wurden dem Staat Getreidequoten zu festgelegten Preisen geliefert, die Landarbeiter jedoch ohne jeglichen Leistungsanreiz oder gerechter Bezahlung ihrer Leistungen vergütet. Dieses System erbrachte keinen wirtschaftlichen Erfolg. Also wurden die Volkskommunen 1982 abgeschafft, und die Gemeinden traten als unterste Verwaltungsebene an ihrer Stelle. Das Land der Volkskommunen wurde nun in private Parzellen aufgeteilt, und im Haushalts-Verantwortungssystem (chinesisch 家庭聯產承包責任制 / 家庭联产承包责任制, Pinyin Jiātíng liánchǎn chéngbāo zérènzhì) waren lokal zuständige Personen für Gewinne und Verluste der ihnen unterstellten Betriebe verantwortlich, wobei das System der Eisernen Reisschüssel erhalten blieb. Mit Pachtverträgen über 5, 10 oder 15 Jahre konnten die Bauern nun eigenverantwortlich und selbstständig Profite erzielen, bei einer festgelegten Getreideabgabequote an den Staat.
Diese Änderung hatte einen bedeutenden Anstieg des Lebensstandards für große Teile der Bevölkerung zur Folge. Zwischen 1981 und 1984 stieg die ländliche Produktion um 9 %, und China wurde wieder ein Land der Kleinbauern. Diese Reform ermöglichte es den Bauern, sich weiter zu spezialisieren. Es wurde nicht nur Getreide angebaut, sondern auch Baumwolle sowie Holz, und es wurden Fischteiche angelegt. Durch den stetig ansteigenden Wohlstand stieg die Nachfrage nach Luxusgütern wie z. B. Kleidung, Haushaltsgeräten, Farbfernsehern und Kühlschränken, die zu Statussymbolen wurden. Dieser Aufschwung veranlasste unzählige Neugründungen von Privatunternehmen, die den Bedarf deckten. Das Pro-Kopf-Einkommen auf dem Lande vervielfachte sich, und ländliche Unternehmen wuchsen in der Zeit um durchschnittliche 28 % pro Jahr und beschäftigten über 100 Millionen Menschen.
1984 wurde das Haushalts-Verantwortungssystem auf die Städte angewandt. Dort wurden die Staatsbetriebe analog zu den Volkskommunen auf dem Land umstrukturiert. In den Städten wurden diese zu Industriekonglomeraten, welche zentral gelenkt wurden und unbeirrt von ökonomischen Kriterien produzierten. Es war ein System der Absatzgarantie mit festen Löhnen und unkündbaren Arbeitsplätzen. Die Staatsbetriebe mit einer industriellen Produktion von 75 % waren nicht nur Wirtschaftsbetriebe, sondern auch ein wichtiger Bestandteil der sozialistischen Gesellschaft. Staatsbetriebe standen mit ihrer Planwirtschaft für die Versorgung und Sicherung der Menschen.
Wie beim selben Vorgehen auf dem Land wurden jetzt Manager ernannt, die eigenverantwortlich für ihre Produktion zuständig waren und selbstständig Gewinne erzielen konnten. Es musste weiterhin eine festgelegte Planmenge an den Staat abgeben werden.
Ab 1984 wurden städtische Privatunternehmen mit maximal sieben Mitarbeitern zugelassen, 1988 wurden alle Einschränkungen aufgehoben. Es bildeten sich in dieser Zeit unzählige Kleinbetriebe. Parallel wurden allmählich die Marktpreise freigegeben und 1983 eine Einkommensteuer eingeführt. So gelang China innerhalb weniger Jahre der Weg zu einer regelrechten Marktwirtschaft.

### Öffnung nach außen
Das dritte Element der Reformpolitik beinhaltet die Öffnung nach außen. 1979 nahmen die Volksrepublik China und die USA offizielle diplomatische Kontakte auf. Deng Xiaoping unternahm eine medienwirksame Auslandsreise in die Vereinigten Staaten, was den Außenhandel expandieren ließ.
Eine weitere Maßnahme war die Zulassung ausländischer Investitionen in China. Für ausländische Investoren wurden vier Sonderwirtschaftszonen eingerichtet: Shenzhen, Zhuhai, Shantou und Xiamen.
Deng Xiaoping erreichte durch Verhandlungen mit der britischen Regierung die Rückgabe von Hongkong und somit eine Wiedereingliederung ins chinesische Mutterland, jedoch nach dem Prinzip „ein Land, zwei Systeme“. Zudem wurden 14 Städte zu Freihandelszonen und Technologieparks für ausländische Unternehmen geöffnet.
Nach einer Zeit der Abschottung unter Mao Zedong brach in China eine neue Epoche (新时代,  xīnshídài) an, mit dem Fokus auf die Öffnung nach außen und einer wirtschaftlichen Liberalisierung. Eine neue Kulturrevolution war im Gange, und China befand sich im „Kultur-Fieber“. Die „Narbenliteratur“ (伤痕文学,  shānghén wénxué), welche zur Zeiten der Kulturrevolution entstanden war, wurde maßlos kritisiert. Außerdem erschienen Filme wie Gelbe Erde (黃土地,  huáng tǔdì / 1984) oder Rotes Kornfeld (红高粱,  Hóng Gāoliang / 1987), um den sozialistischen Realismus zu überwinden.
Neben Filmen und Büchern spielte auch das Fernsehen eine wichtige Rolle. 1978 besaßen 2 % der chinesischen Haushalte einen Fernseher, 1988 waren es 30 % und in den Städten bis zu 95 %. Die Fernsehserie Flusselegie (河殇,  Héshāng) war ein Dokumentarfilmserie, welche auf CCTV ausgestrahlt wurde. Es handelte sich um die Geschichte einer Zivilisation im Niedergang, welche die Geschichte Chinas widerspiegelte. China hatte sich zu Ming-Zeiten selbst abgeschottet und in Isolation begeben – symbolisch hierfür steht der Gelbe Fluss. Die einzige Möglichkeit, sich aus dieser Situation zu befreien, liege in der Zuwendung zum blauen Meer, in der Öffnung zur Welt. Eine Öffnung zur Welt fand bereits statt durch den Einzug westlicher Waren in sogenannte Freundschaftsläden, in denen man nur mit „Foreign Exchange Certificates“ bezahlt.

## Kritik
1978 forderten chinesische Bürgerrechtler, darunter Wei  Jingsheng, an der Mauer der Demokratie eine „fünfte Modernisierung“, die Demokratie. Doch dies verhinderte die chinesische Regierung mit repressiven Maßnahmen. Deng Xiaoping und die Parteispitze ließen Wei und andere Aktivisten wegen „Spionage“ für 15 Jahre inhaftieren.
Trotz der „Vier Modernisierungen“ verfolgt die Kommunistische Partei Chinas weiterhin ihre vier Grundprinzipien:
1. die sozialistische Linie,
2. die Diktatur des Proletariats,
3. die Führung der KPCh und
4. den Marxismus-Leninismus.